# Fritz Eckhardt

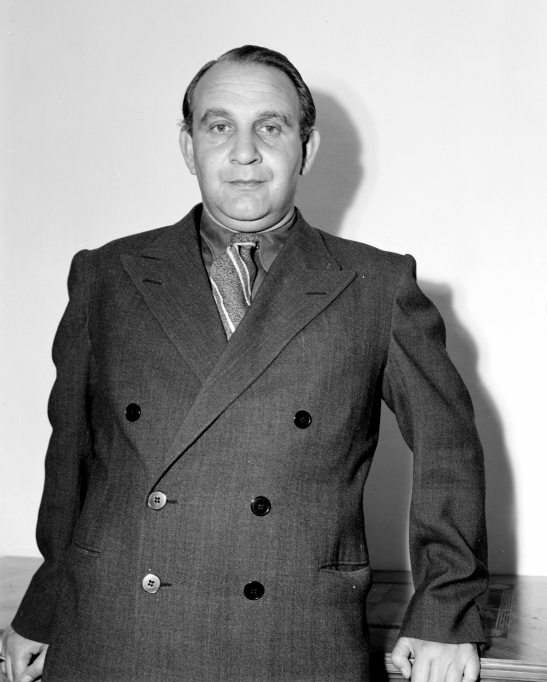
Fritz Eckhardt (1947)

Fritz Eckhardt (* 30. November 1907 in Linz; † 31. Dezember 1995 in Klosterneuburg) war ein österreichischer Schauspieler, Autor, Sänger, Librettist und Regisseur.

## Leben und künstlerische Karriere
Eckhardt kam als uneheliches Kind am 30. November 1907 in Linz an der Donau zur Welt. Das Geburtshaus befand sich in der Nähe des Landestheaters an der Promenade. Seine Eltern waren Schausteller und Schauspieler. Das Liebespaar heiratete bald, da es damals in der katholischen k. u. k. Zeit ein Skandal war, wenn ein Kind unehelich zur Welt kam, beziehungsweise auch wegen Imagegründen ihres Schauspielerberufes. Durch ihren Beruf hatten sie sehr wenig Zeit, sich um den Sohn zu kümmern. Das junge Ehepaar ließ sich aber einige Jahre später wieder scheiden. Nach der gescheiterten Ehe der Eltern kam der Sohn Fritz nach Wien. Seine leibliche Mutter, Helene Norman verehelichte Eckhardt, starb im Jahr 1916 im Alter von 32 Jahren an einer Fischvergiftung. Das Begräbnis der Mutter fand dann auch noch an Eckhardts 9. Geburtstag statt. Die zweite Ehefrau seines Vaters, „Tilly“, war eine sehr liebevolle und fürsorgliche „Mutter“; Eckhardt: „Ich verdanke ihr mehr als jedem anderen Menschen, der in meinem Leben eine Rolle gespielt hat. Sie hat einen Menschen aus mir gemacht.“ Auch die (Stief-)Großmutter war eine herzensgute Frau, bei der er sehr viel Zeit verbrachte. (Erinnerungen von Fritz Eckhardt und festgehalten in dem Buch von Georg Markus: Mein Elternhaus – Ein österreichisches Familienalbum.) Sein Vater war der jüdische Theaterdirektor Viktor Eckhardt, der in der Zeit des Nationalsozialismus in einem Konzentrationslager (Riga) später ermordet wurde. Der Vater leugnete bei seiner Verhaftung, mit dem „Mischling“ (gemeint war Sohn Fritz) in einem guten familiären Verhältnis zu stehen (eigentlich war Eckhardt „Volljude“ nach den Nürnberger Rassengesetzen. Der Vater hatte ihm aber eine Zeit vorher, um 140 Deutsche Reichsmark, einen gefälschten Taufschein gekauft), und rettete ihm so das Leben. Nach dem Krieg erfuhr er, dass der Vater direkt nach dem Transport aus dem Zug geholt worden war und sofort dem Holocaust zum Opfer fiel. Diese Geschichte ist in dem Drama-Drehbuch Kaffeehausgeschichte (Viktor Singer = Vater) von ihm miteinbezogen worden. Den Entschluss, in die Fußstapfen der Eltern in die Film- und Theaterwelt zu treten, fasste Eckhardt bereits als Jüngling. Als er endlich nach mehrmaligem Schulwechsel, laut eigenen Angaben war er kein guter Schüler, die Grund- und Realschulausbildung abgeschlossen hatte, absolvierte er die Akademie für Musik und darstellende Kunst in Wien.
Seine künstlerische Theaterkarriere begann im Jahr 1924, mit fast 17 Jahren, mit den Bühnendebüts in Stuttgart am Wilhelma-Theater; Erstes Engagement, wo sein Vater der Intendant war, sowie in Wien am Wiener Volkstheater, neben Paula Wessely, Karl Paryla und Siegfried Breuer, der einer seiner besten Freunde wurde. Als junger, wissbegieriger Schauspieler hatte er dann von 1925 bis Anfang der 1930er Jahre Engagements in Karlsbad, Reichenberg, Aussig, Bielitz und wieder zurück nach Wien. Danach Mellini-Theater in Hannover, dann das Koninklijke Schouwburg Theater in Den Haag, und in die damals pulsierende Welt-Stadt Berlin an die Rotter-Bühnen. Später verfasste er zahlreiche Libretti, Theaterstücke sowie Drehbücher. Das Wiener Kabarett ABC (1934–1938) führte mehrere Stücke von ihm auf. Nach dem „Anschluss“ an das Dritte Reich schrieb der Jude Eckhardt, bei Freunden versteckt, ab 1939 anonym oder unter dem Pseudonym (Name eines Freundes) Franz Paul für das Wiener Werkel. Es wurden dort Stücke mit erstaunlichem Maß an „satirischer Kritik“ aufgeführt. Es war das einzige Wiener Kabarett in Österreich in der Zeit des Nationalsozialismus. Am Ende des Krieges 1945 blieb er dem Kabarett in Wien, unter anderen dem literarischen Cabaret Der Liebe Augustin, gegründet von Stella Kadmon im Souterrain des Café Prückel (von 1. Juni 1945 bis 1947/1948 führte er es zusammen mit Carl Merz, und danach übergaben er und Merz die Leitung wieder an Stella Kadmon, die aus Israel zurückgekommen war), sowie dem Kleinen Theater im Wiener Konzerthaus, genannt „Das Kleine Brettl“ und gegründet von Rolf Olsen, vorerst treu.
Der erste Film, in dem er mitwirkte, war der 1925 in Wien und Niederösterreich produzierte Stummfilm Der Rosenkavalier, der seine Premiere 1926 in Dresden an der Semperoper hatte. Die Leitung des Orchesters hatte der Komponist der Oper Richard Strauss. Nach dem Zweiten Weltkrieg bekam er viele Rollenangebote und spielte dann in mehreren deutschsprachigen Filmen, zwei bis drei Filme pro Jahr (siehe den Abschnitt „Filmografie“), mit.
Mit dem verstärkten Aufkommen, Ende der 1950er Jahre, des Fernsehens ORF, ARD und ZDF feierte er als Schauspieler und Autor mit Serien wie Der alte Richter (1969–1970) mit Paul Hörbiger, Gusti Wolf, Herbert Propst; Wenn der Vater mit dem Sohne (1971) mit Peter Weck und Michael Janisch, Marianne Schönauer, Dany Sigel; Hallo – Hotel Sacher … Portier! (1973) mit Elfriede Ott, Josef Hendrichs, Ossy Kolmann, Maxi Böhm, Marianne Schönauer sowie in Gastrollen in deutschsprachigen Theaterverfilmungen und in „seiner“ Darstellung für die Krimireihe Tatort als „Inspektor Viktor Marek“ (der Vorname des fiktiven Inspektors stammte von seinem durch die Nazis ermordeten Vater) große Erfolge. Er stach vor allem mit seinem markanten Wortwitz hervor (siehe Zitate). Oberinspektor Marek war bereits vor der Aufnahme dieser Rolle in den Tatort eine eigenständige Krimi-Reihe des ORFs. Die erste Folge wurde im Oktober 1963 ausgestrahlt. Eckhardt schrieb ab der Folge Mädchenmord von 1967 für diese Reihe auch die Drehbücher. Marek und seine Fälle wurden dann als Beitrag aus Österreich in die Tatort-Reihe aufgenommen. Die erste Tatort-Folge mit Eckhardt wurde am 7. November 1971 ausgestrahlt, bis 1987 folgten 13 weitere Episoden, deren Drehbücher ebenfalls von ihm verfasst wurden. Insgesamt trat Eckhardt in dreißig Fernsehproduktionen als Marek auf, darunter auch in kleinen Gastrollen, wie in Der Kommissar Folge: Drei Tote reisen nach Wien, von 1970. Sein Ermittlungsteam, in fast sämtlichen Folgen des fiktiven Polizeikommissariates 24, Kriminalabteilungsbüro von Oberinspektor Marek, bestand aus dem ständig grantigen Bezirksinspektor Otto Wirz (Kurt Jaggberg), Inspektor Berntner (Albert Rolant) und der Vertragsangestellten Susi Wodak (Lieselotte Plauensteiner), Bürosekretärin und Kaffeekocherin. Das damalige Frauenbild (in diesem Fall von Eckhardt geschrieben), wenn Frauen beruflich tätig waren, war ein sehr negatives. „Sie (Wodak) eignet sich nur zum Kaffeekochen!“.

## Privates

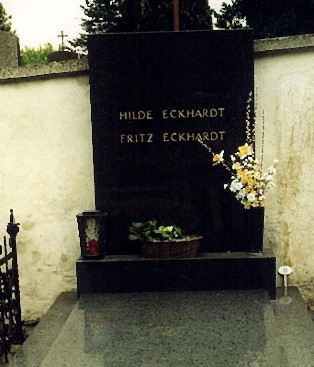
Grabstätte Fritz Eckhardt

Eckhardt war seit 4. August 1945 mit Hildegard Eckhardt (geborene Priebitzer, genannt Hilde) verheiratet. Er lernte sie bei einem Abendessen eines Freundes kennen. Dem hatte er erzählt, er habe starke Zahnschmerzen, und der wiederum erklärte ihm, er solle heute zum Essen kommen, denn er kenne eine junge, hübsche, blonde, gute Dentistin, die zufällig auch an diesem Tag zum Essen eingeladen war. Das Ehepaar hatte keine leiblichen Kinder. Später adoptierte er die deutsche Schauspielerin Irmgard Riessen. Im Jahr 1987 starb seine Frau. Eine Zeit nach ihrem Tod erzählte er in einen Interview: „Sie hat mir zweimal Schmerzen bereitet. Das erste Mal, als sie mir den Zahn zog, und das zweite Mal, als sie für immer von mir gegangen ist.“ Am 31. Dezember 1995, mit 88 Jahren, verstarb Eckhardt in Klosterneuburg an einem Krebsleiden. Sein Grab befindet sich auf den Oberen Stadtfriedhof in Klosterneuburg, wo bereits 1987 seine Ehefrau Hildegard bestattet wurde.

## Filmografie (Auswahl)

### Kino
- 1926: Der Rosenkavalier
- 1938: L’ultima nemica (Drehbuchidee)
- 1948: Der Engel mit der Posaune
- 1948: Hin und her
- 1949: Nichts als Zufälle
- 1950: Schuß durchs Fenster
- 1951: Die Mitternachtsvenus
- 1951: Der Fünfminutenvater
- 1951: Durch Dick und Dünn (Drehbuch zus. mit Theo Lingen)
- 1952: Abenteuer im Schloss
- 1952: Abenteuer in Wien
- 1953: Ich und meine Frau
- 1953: Heute nacht passiert’s
- 1953: Ein tolles Früchtchen
- 1954: Und der Himmel lacht dazu (Bruder Martin)
- 1954: Die letzte Brücke
- 1954: Das Geheimnis der Venus
- 1955: Um Thron und Liebe
- 1955: Ja, so ist das mit der Liebe (Ehesanatorium)
- 1955: Seine Tochter ist der Peter
- 1956: Pulverschnee nach Übersee
- 1957: Eva küßt nur Direktoren
- 1958: Eine Frau, die weiß, was sie will
- 1958: Jim und Jill
- 1958: So ein Millionär hat’s schwer
- 1958: Solang’ die Sterne glüh’n (Zirkuskinder)
- 1959: Bezaubernde Arabella
- 1959: Ein Mann geht durch die Wand
- 1959: Die schöne Lügnerin
- 1959: Labyrinth
- 1960: Der brave Soldat Schwejk
- 1960: Mal drunter – mal drüber
- 1962: Ein Gruß aus Wien (Almost Angels)
- 1963: Charleys Tante
- 1963: Flucht der weißen Hengste (Miracle of the White Stallions)
- 1963: Liebe im 3/4-Takt (The Waltz King)
- 1965: DM-Killer
- 1967: Kurzer Prozess
- 1971: Hochwürden drückt ein Auge zu
- 1972: Trubel um Trixie
- 1994: Tafelspitz

### Fernsehen

#### Fernsehfilme (Auswahl)
- 1960: Schatten der Helden
- 1960: Das Kamel geht durch das Nadelöhr
- 1960: Der Vogelhändler
- 1961: Paganini
- 1961: Geschichten aus dem Wiener Wald
- 1961: Der jüngste Tag
- 1962: Einen Jux will er sich machen
- 1962: Die Rebellion
- 1963: Die Flucht der weißen Hengste (Miracle of the White Stallions)
- 1964: Karriere
- 1964: Ihr erster Ball
- 1965: Radetzkymarsch
- 1966: Minister gesucht
- 1967: Umsonst
- 1967: Hulla di Bulla
- 1983: Der gute Engel (Mehrteiler)
- 1985: Via Mala (Mehrteiler)
- 1992: Mord im Wald

#### Fernsehserien
- 1963–1970: Oberinspektor Marek
  - 1963: Vorladung
  - 1964: Einvernahme
  - 1965: Freispruch
  - 1966: Tödlicher Unfall
  - 1967: Mädchenmord
  - 1968: An einem einzigen Tag
  - 1969: Einfacher Doppelmord
  - 1970: Perfekter Mord
- 1971–1987: Tatort
  - 1971: Mordverdacht
  - 1972: Kressin und der Mann mit dem gelben Koffer
  - 1972: Die Samtfalle
  - 1973: Frauenmord
  - 1974: Mord im Ministerium
  - 1975: Urlaubsmord
  - 1976: Annoncen-Mord
  - 1977: Himmelblau mit Silberstreifen
  - 1977: Der vergessene Mord
  - 1978: Mord im Krankenhaus
  - 1979: Der King
  - 1979: Mord im Grand-Hotel
  - 1980: Mord auf Raten
  - 1981: Mord in der Oper
  - 1982: Mordkommando
  - 1983: Mord in der U-Bahn
  - 1985: Baranskis Geschäft
  - 1986: Automord
  - 1987: Wunschlos tot
  - 1987: Der letzte Mord

#### Weitere Serien (Auswahl)
- 1963: Schwäbische Geschichten (Serie)
- 1970: Der Kommissar – Drei Tote reisen nach Wien (TV-Serie)
- 1971: Wenn der Vater mit dem Sohne (13 Episoden)
- 1973: Hallo – Hotel Sacher … Portier! (Serie, 26 Episoden)
- 1977: Meine Mieter sind die besten (Serie)
- 1985: Der gute Engel
- 1990: Roda Roda Geschichten (Serie 1990–1992, Regie: Hermann Leitner, Folge 12 als alter k.u.k. General)
- 1990: Ein Schloss am Wörthersee – Der Speck muß weg

## Diskografie (Auswahl)
- 1948: Du bist viel zu dünn (dick) – (Verlag/Firma: Standard, Nr. 9.) Fritz Eckhardt mit dem Begleitorchester Michael Danzinger (Text: Fritz Eckhardt (Bearbeitung von Heinrich Pröll)/Musik: Jara Beneš aus der Operette Der gestohlene Walzer)[8]
- 1952: Ich weiß es nicht – (Verlag/Firma: Melodie der Welt) (Swing-Polka) Musik: Karl Loube/Text: Fritz Eckhardt
- 1959: Bel ami – (Tonträger-Verlag: Hamburg-Line Music) (Operette) Musik: Rudolf Kattnigg/Libretto: Fritz Eckhardt

## Zitate (Auswahl)
„[Verliebte und Verlobte]: Wenn Verliebte und Verlobte nicht streiten, dann san’s (sind sie) entweder nicht verliebt und nicht verlobt, oder aber die Verlobten sind nicht mehr verliebt!“

„Termin: Mit nichts gewinnt man so viel Zeit, wie wenn man pünktlich zu einer Verabredung erscheint.“

„[Etwas vergessen]: Ich frage Sie, was macht ein Mensch ohne Hirn?“

## Autobiographie
- Mit einem Lächeln durchs Leben : Erinnerungen. Aufgezeichnet von Hademar Bankhofer. Wien 1981, ISBN 3-218-00350-4.
- Ich erinnere mich gern. 1989.
- Georg Markus (Hrsg.): Mein Elternhaus – Ein österreichisches Familienalbum. Econ Verlag, Düsseldorf / Wien / New York 1990, ISBN 3-430-16341-2.
- Ein Schauspieler muss alles können. Frankfurt am Main 1992, ISBN 3-548-22690-6.

## Auszeichnungen
- Ehrenkreuz für Wissenschaft und Kunst I. Klasse
- 1973: Goldenes Ehrenzeichen des Landes Wien
- 1974: Goldene Kamera
- 1987: Ehrenring der Stadt Wien
- (?) Verleihung des Titels: Professor durch den Bundespräsidenten